# دومينيك فابر
دومينيك فابر (بالفرنسية: Dominique Fabre)‏ هو كاتب وكاتب سيناريو فرنسي، ولد في 1960 في باريس في فرنسا.